# Dnopherula loratus
Dnopherula loratus är en insektsart som först beskrevs av Zheng, Z. 1986.  Dnopherula loratus ingår i släktet Dnopherula och familjen gräshoppor. Inga underarter finns listade i Catalogue of Life.